# Bernhard Reemtsma

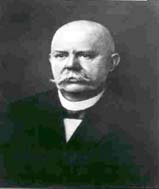
Bernhard Reemtsma

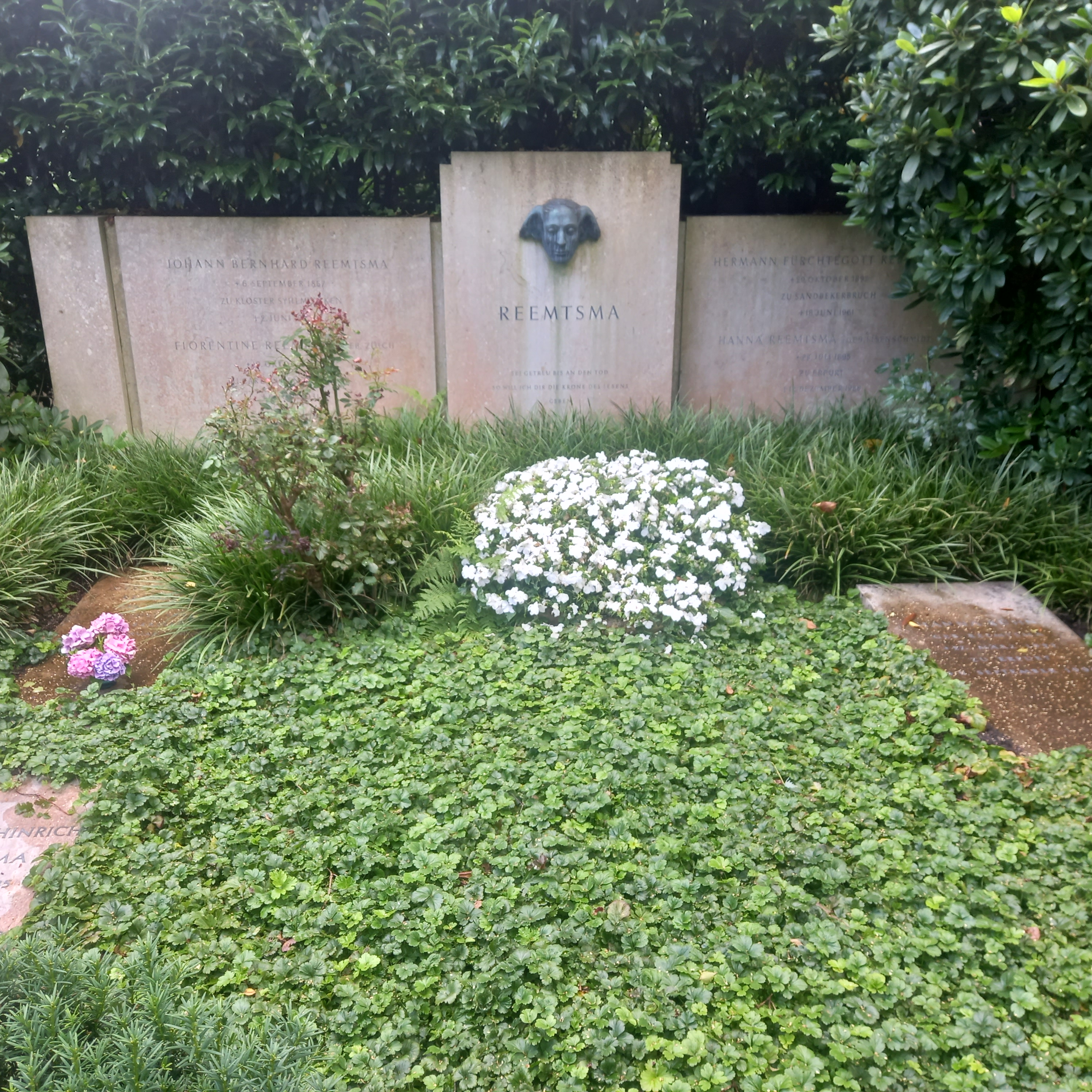
Das Grab von Bernhard Reemtsma und seiner Ehefrau Flora, geborene Zülch, im Familiengrab auf dem Nienstedtener Friedhof in Hamburg

Bernhard Reemtsma (* 6. September 1857 in Sielmönken; † 2. Juni 1925 in Erfurt) war ein deutscher Unternehmer und Begründer der Reemtsma A.G.

## Leben
Bernhard Reemtsma stammte aus Ostfriesland. 1890 heiratete er Flora Fürchtegott Zülch (1867–1931), deren Bruder Hermann (1862–1907) in Osterholz-Scharmbeck eine Zigarrenfabrik betrieb, an der Reemtsma beteiligt war. Als Kolonialwarengroßhändler ließ sich das Paar zunächst in Erfurt nieder. Ab 1894 führte Bernhard Reemtsma eine Tabakwarengroßhandlung mit Fabrikation in Blankenburg (Harz). 1909 erwarb er eine Beteiligung an der Erfurter Zigarettenmanufaktur „Dixi“. In einer Sechs-Zimmer-Wohnung in der Erfurter Schillerstraße 25 stellten anfangs sieben Frauen in Handarbeit die Marke „Thüringer Gold“ her, die nur im Erfurter Raum verkauft wurde. Ein Jahr später gab Reemtsma seine übrigen Geschäfte auf und übernahm gleichzeitig die restlichen Anteile von Dixi. Die Firma bezog neue Räume in der Schmidtstedter Straße.
Nach dem Ersten Weltkrieg bezog Reemtsma seine Söhne Philipp und Hermann in die Geschäftsführung mit ein. Das Unternehmen firmierte 1918 als „OHG Cigarettenfabrik Dixi, Inh. B. Reemtsma  & Söhne“. Hermann entwickelte eine Maschine zur Zigarettenproduktion und löste damit die Handarbeit ab, Philipp kümmerte sich vor allem um das Marketing und die Finanzen. 1920 erfolgte der Umzug in die infolge des Versailler Vertrages leerstehende ehemalige preußische Gewehrfabrik am Mainzerhofplatz im Stadtteil Brühl.

Das 1920 entwickelte Logo

Der Tabakexperte David Schnur und der innovative Markentechniker Hans Domizlaff wurden für das Unternehmen gewonnen. 1919 wurden der Name Dixi aufgegeben und die ersten originären Reemtsma-Marken, darunter „R6“ (1921), „Ernte 23“ (1924) und „Gelbe Sorte“ in Deutschland eingeführt. Ebenfalls im Jahr 1920 entwarf Wilhelm Deffke im Stil des Weimarer Bauhauses das bekannte Reemtsma-Warenzeichen: einen stilisierten Wikingerschiffsbug mit rotem Punkt, der die aufgehende Sonne symbolisiert. Das Warenzeichen prangte nicht nur auf allen Packungen, sondern prägte im Sinne eines Corporate Design alle Werbemaßnahmen. Unter anderem startete die Firma als eine der ersten Streckenreklamen an Eisenbahnlinien.
1921 wandelten B. Reemtsma & Söhne ihr Unternehmen in eine Aktiengesellschaft, die „Reemtsma AG“, um und legten so das Fundament für die spätere Entwicklung zum Großkonzern. 1922 kündigte der Staat den Pachtvertrag für die Produktionsräume in der ehemaligen Gewehrfabrik. Daraufhin zog die Gesellschaft 1923 ins damals noch preußische Altona-Bahrenfeld. Das hatte auch steuerliche Gründe, da im Hamburger Freihafen Tabak bis Produktionsbeginn unbesteuert gelagert werden konnte. Mitte der 30er Jahre hielt die Reemtsma A.G. ca. zwei Drittel der deutschen Zigarettenproduktion in ihren Händen.
Bernhard Reemtsma zog sich nach der endgültigen Übergabe der Geschäftsleitung an seine Söhne 1923 allmählich aus der Firma zurück und starb zwei Jahre später.